# Ulrich Stockmann
Ulrich Stockmann (ur. 1 stycznia 1951 w Oebisfelde) – niemiecki polityk, przez trzy kadencje poseł do Parlamentu Europejskiego (1994–2009).

## Życiorys
Z wykształcenia architekt i konstruktor, studiował w Weimarze, specjalizował się w zakresie regionalnego i miejskiego planowania. W późniejszych latach studiował także teologię. Pracował początkowo w biurze architektonicznym, pod koniec lat 80. był kapelanem młodzieży i studentów w Naumburg (Saale). W 1989 zaangażował się w działalność socjaldemokratów w NRD. Rok później w wolnych wyborach został deputowanym do Izby Ludowej (Volkskammer), po zjednoczeniu Niemiec od 1990 do 1991 zasiadał w Bundestagu. Został następnie obserwatorem w PE.
W 1994 z listy Socjaldemokratycznej Partii Niemiec po raz pierwszy objął mandat deputowanego do Parlamentu Europejskiego. W wyborach w 1999 i 2004 z powodzeniem ubiegał się o reelekcję z ramienia SPD. Był m.in. członkiem grupy socjalistycznej, a w latach 1994–1999 wiceprzewodniczącym Delegacji ds. stosunków z Izraelem. Pracował także w Komisji Transportu i Turystyki. W 2009 nie został ponownie wybrany.